# Aule turbolente
Aule turbolente (School Daze) è un film del 1988, diretto da Spike Lee. È stato il primo musical prodotto e diretto da un regista afroamericano.

## Trama
Una serie di fotografie mostrano il glorioso passato del Mission college, un campus universitario per afroamericani situato nel sud degli Stati Uniti.
Il giovane studente Slice Vaughn "Dap" Dunlap è impegnato politicamente contro l'apartheid in Sudafrica. Inoltre è il leader dei Da Fellas, un gruppo di idealisti che lotta contro le confraternite e i finanziamenti del college in Sudafrica.
Julian "Grande Fratello Almighty" Eaves ha la pelle più chiara di Slice, ed è il leader dei Gamma Phi Gamma, la confraternita più importante del college. I Gamma Phi Gamma sono convinti che tra loro e i bianchi non ci siano molte differenze, e inseguono il sogno americano: diventare ricchi e famosi.
Durante la festa per il ritorno al college degli ex allievi si svolge il rito di iniziazione per le matricole delle confraternite, i Gammites, detti anche Wannabe, (aspiranti Gamma) e i Jigaboons (loro rivali). Sono presenti anche le reginette delle confraternite. Jane Toussaint è la regina dei Jigaboons, ed è anche la fidanzata di Julian. Rachel Meadows è la regina dei Gamma Rayes ed è anche la donna di Slice.
Iniziano canti e balli, che si trasformano presto in un duello tra le due confraternite. Questo preoccupa molto il preside McPherson, che riceve inoltre forti pressioni da parte del direttore amministrativo Cedar Cloud, affinché Slice e i suoi finiscano le loro proteste quotidiane.
Le cose si complicano quando Rachel comunica a Slice l'intenzione di entrare in una confraternita. Inoltre anche Mezza Pinta, il cugino di Slice, decide di diventare un Gamma. Per tutto il tempo dell'iniziazione, Mezza Pinta viene chiamato Numero Uno e porta sulla fronte un'enorme G, inoltre affronta una serie di umiliazioni come mangiare cibo per cani, non parlare con il cugino e lavarsi le mani nel WC. Inoltre è costretto a perdere la verginità con Jane, convinta da Julian che crede che essa rifiuterà, e che quindi Mezza Pinta fallirà la prova decisiva. Ma Jane, tra le lacrime, accetta di stare con Mezza Pinta per dimostrare il suo amore verso Julian, che quando viene a sapere della cosa la lascia.
Mezza Pinta, euforico per la sua entrata nei Gamma, racconta tutto a Slice. Questi è profondamente disgustato. Si arrampica all'alba sul tetto del college urla disperatamente: «Wake Up! Wake Up!» (Svegliatevi!). Tutti gli studenti si svegliano e stanno a sentirlo in silenzio. Si avvicina anche Julian e i due dicono alla macchina da presa: «Per favore, svegliatevi».

### Scene eliminate
Alla prima proiezione del film per la Columbia Pictures era presente una sequenza in cui le Gamma Rayes cantavano Don't Let Nobody Turn You Around, una canzone del movimento per i diritti civili. Quando partì la canzone il pubblico presente iniziò a lamentarsi. Spike Lee decise così di eliminare la scena.

## Produzione
Il budget del film fu di 6.500.000 $.
Il progetto del film era presente nelle intenzioni di Spike Lee già alla fine degli anni settanta, durante l'ultimo anno al Morehouse College. Lì scrisse una sceneggiatura intitolata Homecoming, che sviluppava le tematiche già presenti nel suo primo cortometraggio Black College: The Talented Tenth, ed era ispirata ai quattro anni passati da Lee al college. Il progetto fu abbandonato a causa delle difficoltà finanziarie. Un progetto simile, così complesso e costoso, per un regista alle prime armi poteva essere deleterio. Lee si convinse quindi ad accantonarlo, per dedicarsi a Lola Darling. Dopo il grande successo di quest'ultimo, Lee si convinse a riprendere in mano la sceneggiatura. Scrisse così una nuova versione, che però ancora non conteneva la forma definitiva. «Non sono partito con il proposito di fare un musical. In effetti il soggetto del film mi ha obbligato a fare questa scelta». dichiarò il regista.
Decisa la forma del film, Lee chiese a suo padre Bill di poter utilizzare le musiche di Colored College, un'opera composta negli anni settanta. Il padre accettò, così iniziò la genesi del film.
Lee chiamò Giancarlo Esposito, e gli parlò del progetto. L'attore chiese i nomi degli altri attori e Lee gli rispose che gli interpreti sarebbero stati Vanessa Williams, e Larry Fishburne. Esposito accettò, quindi Spike Lee si recò alla Morehouse e filmò un incontro di football americano, sperando di poterla inserire nel film. Inoltre girò altro materiale, ma passarono sei mesi prima di poter iniziare le riprese vere e proprie del film, che fu rititolato School Daze.
Nel gennaio 1987 l'avvocato di Spike Lee lo chiamò per comunicargli che la Island Pictures, che aveva distribuito Lola Darling, non aveva la somma concordata per distribuire il nuovo film, che fu così proposto alla Columbia, che accettò.
Quando già si stava preparando l'inizio delle riprese gli amministratori della Morehouse vollero leggere il copione, ma Lee si rifiutò. Per questo motivo i dirigenti non concessero l'autorizzazione alle riprese sul campus. La proibizione comprendeva anche le scene girate da Lee mesi prima. Spike Lee dichiarò: «Mi criticarono per non aver lavato i panni sporchi in famiglia, oppure dissero che mi ero inventato tutto. Ma non possiamo negare che esistano tensioni razziali all'interno della comunità afroamericana».

### Sceneggiatura
In origine la sceneggiatura narrava di un piccolo college per afroamericani in lotta per non essere assorbito dalle altre università a maggioranza bianca. Lee modificò il copione, fino a far diventare il film uno sguardo sui diversi schieramenti circa gli investimenti dell'università nel Sudafrica oppresso dall'apartheid. Inoltre Lee inserì uno sguardo molto critico verso le tensioni presenti nella comunità afroamericana, tra chi ha la pelle più scura e chi più chiara. «Noi abbiamo semplicemente usato un college storicamente nero come microcosmo dell'America nera, sperando di evidenziare quelle cosiddette differenze che io trovo meschine. Differenze che dipendono dalla classe sociale, dalle sfumature della pelle, dal tipo di capelli».

### Cast
Ai provini si presentarono molti attori e attrici, compresi Ving Rhames e Eriq La Salle, in seguito divenuti famosi grazie a film come Pulp Fiction e a serie televisive come E.R. - Medici in prima linea. Lee voleva attori versatili, capaci di cantare, recitare e ballare, e che dimostrassero l'età di uno studente del college. Tra chi non ebbe la parte ci fu anche Tracy Camilla Johns, la protagonista di Lola Darling, poiché era debole nel canto e nella danza.
Spike Lee aveva già in mente i protagonisti del film. Erano gli attori precedentemente scritturati per The Messenger, film mai iniziato risalente al 1984. Così Laurence Fishburne accettò subito il ruolo di Slice, mentre Giancarlo Esposito, afroamericano dalla pelle chiara figlio di un italiano, fu scelto per interpretare il rivale Julian. Ci fu anche chi rinunciò, come Vanessa Williams, che doveva interpretare il ruolo di Jane. Per la parte fu scelta quindi la diciassettenne Tisha Campbell, che a detta della responsabile del casting Robi Reed «ci aveva letteralmente strabiliati». Al termine delle riprese del film, la madre della Campbell, che era anche la sua manager, la convinse a querelare Spike Lee, perché le quattro attrici avevano firmato un contratto identico, riguardo al compenso, quando era chiaro che la Campbell era la protagonista. La causa si concluse con un patteggiamento che fruttò all'attrice 25.000 dollari.
Spike Lee scritturò anche alcuni attori che aveva apprezzato a teatro, come Samuel L. Jackson e Bill Nunn, che in seguito diverranno volti ricorrenti nei film del regista. Il fatto che Lee stesse girando un musical con attori afroamericani portò alcuni di essi a far di tutto pur di parteciparvi. Roger Guenveur Smith rinunciò così a una vacanza alle Barbados, per presentarsi a Los Angeles. Fu scelto grazie ad una barzelletta spinta, che gli fece guadagnare il ruolo di uno dei ragazzi che aspirano ad entrare nella confraternita.
Oltre a dare una possibilità ad attori giovani, Lee chiamò anche Ossie Davis, artefice della serie televisiva di grande successo, Ossie & Ruby. Pur di partecipare al film, Davis accettò una riduzione del suo compenso.

### Riprese
Il giorno precedente l'inizio delle riprese, Spike Lee invitò sul set il reverendo Jesse Jackson, allora candidato alle presidenziali, per benedire la produzione. In quell'occasione Jackson chiese al regista di girare uno spot pubblicitario per la sua campagna elettorale e, una volta terminate le riprese, Lee lo fece. Lo spot si intitola Jesse Jackson Drugs - New York State Primary.
Una volta iniziate le riprese, Lee fece debuttare Barry Alexander Brown come montatore. Brown aveva già lavorato con Spike Lee in Lola Darling, dove era stato accreditato come tecnico del suono ma in realtà aveva dato una mano al montaggio.
Quando Spike Lee studiava alla Morehouse aveva preparato e girato in Super 8 un balletto di quattro minuti, sulle note di At the End of the Rainbow. Da allora aveva sognato di dirigere un musical. Aule turbolente fu l'occasione giusta, e quella di Straight and Nappy è considerata la sequenza più elaborata del film.
Già dal primo giorno di riprese Spike Lee adottò una precisa strategia per tenere sotto controllo tutti gli attori, e per essere sicuro che essi entrino al meglio nella loro parte: divise così gli attori a seconda della confraternita di cui avrebbero fatto parte. Inoltre, per essere sicuro di creare una vera rivalità tra i gruppi, fece sistemare gli attori di carnagione più scura in un albergo malfamato e quelli di carnagione più chiara in un albergo di lusso. Ma Fishburne e Esposito rifiutarono di attenersi alla direttiva e molti attori si offesero per il comportamento del regista. Spike Lee sostenne: «Gli attori erano molto giovani e non volevo si creassero alleanze troppo strette. Se fossero nate delle amicizie autentiche quel sentimento si sarebbe avvertito anche nel film».
Poco prima dell'uscita del film la Columbia cambiò presidente. Il nuovo arrivato propose a Lee di procrastinare la data di uscita, per evitare sovrapposizioni con Action Jackson, un film d'azione. Spike Lee reagì molto male, poiché lo infastidiva l'insinuazione che il pubblico afroamericano non sapesse cogliere le differenze tra due film così diversi.
Il regista nulla poté fare per quanto riguarda la durata del film. La sua intenzione era di farlo durare 145 minuti, ma dovette scendere a 121 minuti.

## Accoglienza
Alla fine Spike Lee ebbe la meglio, e il film uscì nella data da lui scelta, il 14 febbraio 1988 ad Atlanta. Dopo alcune critiche negative, il film fu distribuito solo negli Stati Uniti, con scarsi investimenti promozionali. In Europa uscì direttamente in videocassetta.
Il film incassò complessivamente 14.545.844 $, riuscendo ad essere il film dal miglior incasso per quanto riguarda la Columbia nel 1988.
Le reazioni del pubblico statunitense furono differenti, a seconda della maggioranza bianca o nera.

### Critiche
Il film non fu accolto bene dalla critica. Alex Patterson scrisse: «Quasi un dramma politico, quasi una commedia, quasi un musical, un film che non riesce a decidere cosa vuole essere». Il critico del Washington Post lo definì «un film arrogante, serioso e sessista».
In Italia il film fu più apprezzato. La rivista Segnocinema scrisse: «Un film difficile per la sua assoluta non disponibilità a sfruttare gli stereotipi del mondo nero. Spike Lee conosce molto bene il suo popolo e quindi si può permettere il lusso di fotografarlo anche, per non dire soprattutto, nei suoi momenti peggiori». Per Furia Berti «Aule turbolente è un film che scardina tutti gli schemi mentali sul razzismo e sugli afroamericani. Ha il coraggio di mostrare che i neri non sono un'unica massa indistinta e sorridente, ma sono divisi in classi sociali esattamente come i bianchi».

## Colonna sonora
La colonna sonora del film contiene i seguenti brani:
1. Da Butt (E.U.)
2. Perfect Match (The Hand And The Effx)
3. Be Along Tonight (The Rays)
4. Straight And Nappy (Jigaboos & Wannabees Chorus)
5. One Little Acorn (Kenny Barron e Terence Blanchard)
6. I'm Building Me A Home (The Morehouse College Glee Club)
7. I Can Only Be Me  (Keith John)
8. One Little Acorn (Kenny Barron)
9. Be One (Phyllis Hyman)
10. Wake Up Suite (The Natural Spiritual Orchestra)
11. We've Already Said Goodbye (Artisti vari)

## Collegamenti ad altre pellicole
- In Fa' la cosa giusta, diretto da Spike Lee nel 1989, ci sono due riferimenti al film: nell'incipit Samuel L. Jackson dice agli abitanti del quartiere «Wake Up!», la stessa parola che conclude Aule turbolente. Inoltre un bambino indossa una maglietta con la scritta Da Butt, titolo di un brano della colonna sonora del film.